# De uheldige Friere
De uheldige Friere er en dansk stum romantisk komediefilm fra 1912 produceret af Nordisk Films Kompagni og instrueret af August Blom efter manuskript af A.V. Mammen. Filmens instruktør er ukendt.
Filmen havde dansk premiere den 23. august 1912 i Biograf-Theatret. Filmen blev distribueret i USA under titlen Unsuccessful Flirtation.

## Handling
Denne artikel mangler et handlingsreferat. Hjælp os med at skrive det.

## Medvirkende
- Oscar Stribolt
- Valda Valkyrien
- Zanny Petersen
- Hilmar Clausen
- Frederik Buch
- Johannes Meyer
- Emil Henriksen